# Motoren-Werke Dessau

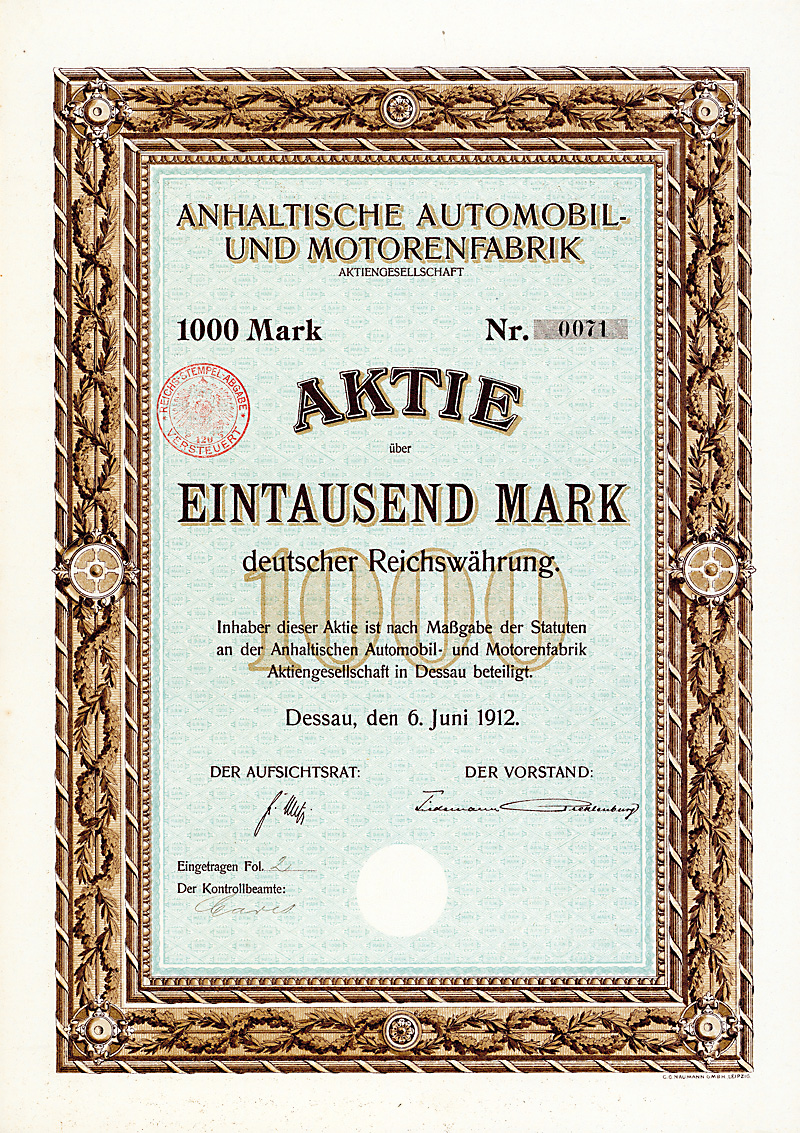
Aktie über 1000 Mark der Anhaltischen Automobil- und Motorenfabrik AG vom 6. Juni 1912

Die Motoren-Werke Dessau (MWD) war ein Motoren- und Automobilhersteller, der in Dessau ansässig war. Von 1911 bis 1913 wurden unter dem Namen Der Dessauer Personenkraftwagen gebaut. Zu diesem Zweck wurde der Unternehmensname (Firma) in Anhaltische Automobil- und Motorenfabrik AG geändert.
Zunächst wurden zwei Vierzylindermodelle angeboten, die als 7/18 PS und 8/22 PS gelistet waren. 1912 fiel das kleine Modell weg und das große wurde in 8/24 PS umbenannt. Sein 2100 cm³ großer Blockmotor leistete 24–26 PS (17,6–19,1 kW) bei 1900 min−1, die über ein Vierganggetriebe an die Hinterräder weitergeleitet wurden. Der offene Torpedo hatte eine Radstand von 3000 mm und sein Fahrgestell wog 800 kg. Damit waren 70–75 km/h Geschwindigkeit erreichbar.
Bereits 1913 musste das Unternehmen Insolvenz anmelden, da es sich mit den notwendigen Investitionen in die Fahrzeugproduktion finanziell übernommen hatte.